# The Rugby Championship 2016
Navigation
The Rugby Championship 2015 The Rugby Championship 2017
Le Rugby Championship 2016 est une compétition de rugby à XV qui oppose les sélections d'Afrique du Sud (Springboks), d'Argentine (Pumas), d'Australie (Wallabies) et de Nouvelle-Zélande (All Blacks).
La Nouvelle-Zélande remporte la compétition après quatre succès bonifiés (vingt points) obtenus en autant de matchs. Au terme du tournoi, les All Blacks battront tous les records avec trente points pris sur trente possibles et le bonus offensif à tous les matchs, ainsi qu'une moyenne de six essais inscrits par rencontre.

## Calendrier
| 20 août | ANZ Stadium, Sydney         | Australie      | 8 - 42  | Nouvelle-Zélande |
| 20 août | Mbombela Stadium, Nelspruit | Afrique du Sud | 30 - 23 | Argentine        |

| 27 août | Westpac Stadium, Wellington             | Nouvelle-Zélande | 29 - 9  | Australie      |
| 27 août | Estadio Padre Ernesto Martearena, Salta | Argentine        | 26 - 24 | Afrique du Sud |

| 10 septembre | FMG Stadium Waikato, Hamilton | Nouvelle-Zélande | 57 - 22 | Argentine      |
| 10 septembre | Suncorp Stadium, Brisbane     | Australie        | 23 - 17 | Afrique du Sud |

| 17 septembre | AMI Stadium, Christchurch | Nouvelle-Zélande | 41 - 13 | Afrique du Sud |
| 17 septembre | NIB Stadium, Perth        | Australie        | 36 - 20 | Argentine      |

| 1er octobre | Loftus Versfeld, Pretoria             | Afrique du Sud | 18 - 10 | Australie        |
| 2 octobre   | Estadio José Amalfitani, Buenos Aires | Argentine      | 17 - 36 | Nouvelle-Zélande |

| 8 octobre | Growthpoint Kings Park, Durban | Afrique du Sud | 15 - 57 | Nouvelle-Zélande |
| 8 octobre | Twickenham, Londres            | Argentine      | 21 - 33 | Australie        |

## Classement
| Rang | Nation           | J | V | N | D | Bo | Bd | Pm  | Pe  | Diff | Pts |
| ---- | ---------------- | - | - | - | - | -- | -- | --- | --- | ---- | --- |
| 1    | Nouvelle-Zélande | 6 | 6 | 0 | 0 | 6  | 0  | 262 | 84  | +178 | 30  |
| 2    | Australie (T)    | 6 | 3 | 0 | 3 | 1  | 0  | 119 | 147 | -28  | 13  |
| 3    | Afrique du Sud   | 6 | 2 | 0 | 4 | 0  | 2  | 117 | 180 | -63  | 10  |
| 4    | Argentine        | 6 | 1 | 0 | 5 | 0  | 1  | 129 | 216 | -87  | 5   |

|  | Vainqueur de la compétition |
|  | T : tenant du titre 2015    |

## Acteurs de la compétition

### Joueurs
Cette liste énumère les effectifs des équipes participantes au Rugby Championship 2016. Durant la compétition, les entraîneurs ont la possibilité de faire des changements et de sélectionner de nouveaux joueurs pour des raisons tactiques ou à la suite de blessures.

#### Afrique du Sud
| Entraîneur | Entraîneur             | Allister Coetzee                                                                     |
| Avants     | Pilier                 | Steven Kitshoff, Vincent Koch, Tendai Mtawarira, Trevor Nyakane, Julian Redelinghuys |
| Avants     | Talonneur              | Malcolm Marx, Bongi Mbonambi, Siyabonga Ntubeni, Adriaan Strauss                     |
| Avants     | Deuxième ligne         | Lood de Jager, Eben Etzebeth, Franco Mostert, Pieter-Steph du Toit                   |
| Avants     | Troisième ligne aile   | Jaco Kriel, Francois Louw, Oupa Mohojé, Sikhumbuzo Notshe                            |
| Avants     | Troisième ligne centre | Duane Vermeulen, Warren Whiteley                                                     |
| Arrières   | Demi de mêlée          | Nic Groom, Francois Hougaard, Rudy Paige, Faf de Klerk                               |
| Arrières   | Demi d'ouverture       | Johan Goosen, Elton Jantjies, Morné Steyn                                            |
| Arrières   | Centre                 | Juan de Jongh, Damian de Allende, Jean de Villiers (cap.)                            |
| Arrières   | Ailier                 | Bryan Habana, Lionel Mapoe, Lwazi Mvovo                                              |
| Arrières   | Arrière                | Garth April, Ruan Combrinck, Jesse Kriel                                             |

#### Argentine
| Entraîneur | Entraîneur             | Daniel Hourcade                                                                            |
| Avants     | Pilier                 | Nahuel Tetaz Chaparro, Ramiro Herrera, Felipe Arregui, Lucas Noguera Paz, Enrique Pieretto |
| Avants     | Talonneur              | Agustín Creevy (cap.), Julián Montoya                                                      |
| Avants     | Deuxième ligne         | Matías Alemanno, Tomás Lavanini, Marcos Kremer, Guido Petti Pagadizábal                    |
| Avants     | Troisième ligne aile   | Juan Manuel Leguizamon, Pablo Matera, Javier Ortega Desio                                  |
| Avants     | Troisième ligne centre | Facundo Isa                                                                                |
| Arrières   | Demi de mêlée          | Martín Landajo, Tomás Cubelli                                                              |
| Arrières   | Demi d'ouverture       | Nicolás Sánchez, Santiago González Iglesias                                                |
| Arrières   | Centre                 | Juan Martín Hernández, Matías Orlando, Matías Moroni                                       |
| Arrières   | Ailier                 | Manuel Montero, Santiago Cordero, Juan Imhoff                                              |
| Arrières   | Arrière                | Joaquín Tuculet, Lucas González Amorosino, Ramiro Moyano                                   |

#### Australie
| Entraîneur | Entraîneur             | Michael Cheika                                                                  |
| Avants     | Pilier                 | Scott Sio, Sekope Kepu, Allan Alaalatoa, Tom Robertson, James Slipper           |
| Avants     | Talonneur              | Stephen Moore (cap.), James Hanson, Tatafu Polota-Nau                           |
| Avants     | Deuxième ligne         | Adam Coleman, Rob Simmons, Kane Douglas, Dean Mumm, Will Skelton, Lopeti Timani |
| Avants     | Troisième ligne aile   | Ben McCalman, Michael Hooper, Scott Fardy, Sean McMahon                         |
| Avants     | Troisième ligne centre | David Pocock                                                                    |
| Arrières   | Demi de mêlée          | Will Genia, Nick Phipps                                                         |
| Arrières   | Demi d'ouverture       | Bernard Foley, Quade Cooper, Matt Toomua                                        |
| Arrières   | Centre                 | Adam Ashley-Cooper, Matt Giteau, Samu Kerevi, Tevita Kuridrani                  |
| Arrières   | Ailier                 | Dane Haylett-Petty, Rob Horne, Drew Mitchell, Sefanaia Naivalu                  |
| Arrières   | Arrière                | Israel Folau, Reece Hodge                                                       |

#### Nouvelle-Zélande
| Entraîneur | Entraîneur             | Steve Hansen                                                                          |
| Avants     | Pilier                 | Wyatt Crockett, Owen Franks, Charlie Faumuina, Kane Hames, Joe Moody, Ofa Tu'ungafasi |
| Avants     | Talonneur              | Codie Taylor, Dane Coles, Nathan Harris                                               |
| Avants     | Deuxième ligne         | Brodie Retallick, Sam Whitelock, Luke Romano, Patrick Tuipulotu                       |
| Avants     | Troisième ligne aile   | Sam Cane, Jerome Kaino, Ardie Savea, Liam Squire                                      |
| Avants     | Troisième ligne centre | Kieran Read (cap.), Elliot Dixon                                                      |
| Arrières   | Demi de mêlée          | Aaron Smith, Tawera Kerr-Barlow, TJ Perenara                                          |
| Arrières   | Demi d'ouverture       | Beauden Barrett, Aaron Cruden, Lima Sopoaga                                           |
| Arrières   | Centre                 | Ryan Crotty, Malakai Fekitoa, Anton Lienert-Brown, George Moala                       |
| Arrières   | Ailier                 | Ben Smith, Waisake Naholo, Julian Savea                                               |
| Arrières   | Arrière                | Israel Dagg                                                                           |

### Arbitres
Neuf arbitres, dont cinq Européens, sont désignés pour officier en tant qu'arbitres de champ au cours du tournoi. 
| Rugby Europe                                                                 | Oceania Rugby                  | Rugby Afrique                 |
| ---------------------------------------------------------------------------- | ------------------------------ | ----------------------------- |
| - Wayne Barnes - Jérôme Garcès - Nigel Owens - Romain Poite - Mathieu Raynal | - Glen Jackson - Angus Gardner | - Craig Joubert - Jaco Peyper |

## 1rejournée
| 20 août 2016 | Australie                                                         | 8 - 42 | Nouvelle-Zélande | ANZ Stadium, Sydney Arbitre : Jaco Peyper |
| 20 août 2016 | Essai(s) : 1 Nick Phipps (74e) Pénalité(s) : 1 Bernard Foley (3e) |        | Essai(s) : 6 Ryan Crotty (5e), Beauden Barrett (25e), Jerome Kaino (30e), Waisake Naholo (38e), Dane Coles (55e), Julian Savea (58e) Transformation(s) : 3 Beauden Barrett (7e, 26e, 39e) Pénalité(s) : 2 Beauden Barrett (16e, 22e) Carton(s) jaune(s) : 1 Kieran Read (73e) | ANZ Stadium, Sydney Arbitre : Jaco Peyper |
| 20 août 2016 |                                                                   |        | | ANZ Stadium, Sydney Arbitre : Jaco Peyper |

| Titulaires · Israel Folau 15 · Adam Ashley-Cooper 14 · Tevita Kuridrani 13 · 11e Matt Giteau 12 · Dane Haylett-Petty 11 · Bernard Foley 10 · Will Genia 9 · David Pocock 8 · Michael Hooper 7 · 61e Ben McCalman 6 · 49e Rob Simmons 5 · Kane Douglas 4 · 54e Sekope Kepu 3 · 62e (cap.) Stephen Moore 2 · 50e 74e Scott Sio 1 · Remplaçants · 62e Tatafu Polota-Nau 16 · 50e 74e James Slipper 17 · 54e Allan Alaalatoa 18 · 49e Dean Mumm 19 · 61e Scott Fardy 20 · 39e 74e Nick Phipps 21 · 11e 30e Matt Toomua 22 · 30e 39e Rob Horne 23 · Entraîneur · Michael Cheika |  | Titulaires · 15 Israel Dagg · 14 Ben Smith · 13 Malakai Fekitoa · 12 Ryan Crotty 5e 40e · 11 Waisake Naholo 38e 39e · 10 Beauden Barrett 25e · 9 Aaron Smith 67e · 8 Kieran Read (cap.) 73e à 80e · 7 Sam Cane 63e · 6 Jerome Kaino 30e 57e · 5 Sam Whitelock · 4 Brodie Retallick · 3 Owen Franks 45e · 2 Codie Taylor 2e · 1 Wyatt Crockett 57e · Remplaçants · 16 Dane Coles 2e 55e · 17 Kane Hames 57e · 18 Charlie Faumuina 45e · 19 Liam Squire 57e · 20 Ardie Savea 63e · 21 TJ Perenara 67e · 22 Aaron Cruden 40e · 23 Julian Savea 39e 58e · Entraîneur · Steve Hansen |

| 20 août 2016 | Afrique du Sud | 30 - 23 | Argentine | Mbombela Stadium, Nelspruit Arbitre : Glen Jackson |
| 20 août 2016 | Essai(s) : 3 Ruan Combrinck (6e), Johan Goosen (70e), Warren Whiteley (78e) Transformation(s) : 3 Elton Jantjies (8e, 71e, 79e) Pénalité(s) : 3 Elton Jantjies (17e, 55e, 73e) Carton(s) jaune(s) : 1 Bryan Habana (45e) |         | Essai(s) : 2 Matías Orlando (24e), Santiago Cordero (66e) Transformation(s) : 2 Nicolás Sánchez (26e, 67e) Pénalité(s) : 3 Nicolás Sánchez (15e, 23e, 64e) Carton(s) jaune(s) : 1 Manuel Montero (21e) | Mbombela Stadium, Nelspruit Arbitre : Glen Jackson |
| 20 août 2016 | |         | | Mbombela Stadium, Nelspruit Arbitre : Glen Jackson |

| Titulaires · 70e Johan Goosen 15 · 6e Ruan Combrinck 14 · Lionel Mapoe 13 · 73e Damian de Allende 12 · 45e à 55e Bryan Habana 11 · Elton Jantjies 10 · Faf de Klerk 9 · 78e Warren Whiteley 8 · Oupa Mohojé 7 · 53e Francois Louw 6 · 53e Lood de Jager 5 · Eben Etzebeth 4 · 31e Julian Redelinghuys 3 · (cap.) Adriaan Strauss 2 · 53e Tendai Mtawarira 1 · Remplaçants · Bongi Mbonambi 16 · 53e Steven Kitshoff 17 · 31e Vincent Koch 18 · 53e Pieter-Steph du Toit 19 · 53e Jaco Kriel 20 · Rudy Paige 21 · 73e Juan de Jongh 22 · Jesse Kriel 23 · Entraîneur · Allister Coetzee |  | Titulaires · 15 Joaquín Tuculet · 14 Santiago Cordero 66e · 13 Matías Orlando 24e 75e · 12 Juan Martín Hernández · 11 Manuel Montero 21e à 31e · 10 Nicolás Sánchez · 9 Martín Landajo 55e · 8 Facundo Isa · 7 Juan Manuel Leguizamón 63e · 6 Pablo Matera · 5 Tomás Lavanini · 4 Matías Alemanno 55e · 3 Ramiro Herrera · 2 Agustín Creevy (cap.) 62e · 1 Nahuel Tetaz Chaparro · Remplaçants · 16 Julián Montoya 62e · 17 Felipe Arregui · 18 Enrique Pieretto · 19 Guido Petti Pagadizábal 55e · 20 Javier Ortega Desio 63e · 21 Tomás Cubelli 55e · 22 Santiago González Iglesias 75e · 23 Ramiro Moyano · Entraîneur · Daniel Hourcade |

## 2ejournée
| 27 août 2016 | Nouvelle-Zélande | 29 - 9 (15 - 9) | Australie                                                                                             | Westpac Stadium, Wellington Arbitre : Romain Poite |
| 27 août 2016 | Essai(s) : 4 Israel Dagg (7e, 21e), Julian Savea (46e), Sam Cane (61e) Transformation(s) : 3 Beauden Barrett (8e, 47e, 63e) Pénalité(s) : 1 Beauden Barrett (13e) |                 | Pénalité(s) : 3 Bernard Foley (11e, 20e), Reece Hodge (34e) Carton(s) jaune(s) : 1 Adam Coleman (36e) | Westpac Stadium, Wellington Arbitre : Romain Poite |
| 27 août 2016 | |                 | | Westpac Stadium, Wellington Arbitre : Romain Poite |

| Titulaires · Ben Smith 15 · 7e 21e Israel Dagg 14 · Malakai Fekitoa 13 · 75e Anton Lienert-Brown 12 · 46e 65e Julian Savea 11 · Beauden Barrett 10 · 65e Aaron Smith 9 · (cap.) Kieran Read 8 · 61e 72e Sam Cane 7 · Jerome Kaino 6 · Sam Whitelock 5 · 69e Brodie Retallick 4 · 51e Owen Franks 3 · 69e Dane Coles 2 · 51e Joe Moody 1 · Remplaçants · 69e James Parsons 16 · 51e Wyatt Crockett 17 · 51e Charlie Faumuina 18 · 69e Liam Squire 19 · 72e Ardie Savea 20 · 65e TJ Perenara 21 · 65e Aaron Cruden 22 · 75e Seta Tamanivalu 23 · Entraîneur · Steve Hansen |  | Titulaires · 15 Israel Folau · 14 Adam Ashley-Cooper 16e · 13 Samu Kerevi 67e · 12 Bernard Foley · 11 Dane Haylett-Petty · 10 Quade Cooper · 9 Will Genia 67e · 8 David Pocock 63e 69e · 7 Michael Hooper · 6 Scott Fardy 37e 63e 69e · 5 Adam Coleman 36e à 46e 63e · 4 Kane Douglas · 3 Sekope Kepu 51e · 2 Stephen Moore (cap.) 38e 40e 63e · 1 Scott Sio 51e · Remplaçants · 16 Tatafu Polota-Nau 38e 40e 48e 53e 63e · 17 James Slipper 51e · 18 Allan Alaalatoa 51e · 19 Dean Mumm 37e · 20 Will Skelton 63e · 21 Nick Phipps 67e · 22 Tevita Kuridrani 67e · 23 Reece Hodge 16e · Entraîneur · Michael Cheika |

| 27 août 2016 | Argentine | 26 - 24 (13 - 3) | Afrique du Sud | Estadio Padre Ernesto Martearena, Salta Arbitre : Jérôme Garcès |
| 27 août 2016 | Essai(s) : 2 Joaquín Tuculet (30e), Juan Manuel Leguizamón (47e) Transformation(s) : 2 Nicolás Sánchez (32e), Juan Martín Hernández (48e) Pénalité(s) : 4 Nicolás Sánchez (22e, 29e), Juan Martín Hernández (54e), Santiago González Iglesias (77e) Carton(s) jaune(s) : 1 Ramiro Herrera (19e) |                  | Essai(s) : 2 Bryan Habana (44e), Pieter-Steph du Toit (67e) Transformation(s) : 1 Johan Goosen (45e) Pénalité(s) : 4 Elton Jantjies (20e, 42e), Morné Steyn (63e, 73e) | Estadio Padre Ernesto Martearena, Salta Arbitre : Jérôme Garcès |
| 27 août 2016 | |                  | | Estadio Padre Ernesto Martearena, Salta Arbitre : Jérôme Garcès |

| Titulaires · 30e Joaquín Tuculet 15 · Santiago Cordero 14 · 60e Matías Orlando 13 · 66e Juan Martín Hernández 12 · 40e Manuel Montero 11 · 45e Nicolás Sánchez 10 · Martín Landajo 9 · Facundo Isa 8 · 47e 66e Juan Manuel Leguizamón 7 · Pablo Matera 6 · 45e Tomás Lavanini 5 · Matías Alemanno 4 · 19e à 29e Ramiro Herrera 3 · 60e (cap.) Agustín Creevy 2 · 64e Nahuel Tetaz Chaparro 1 · Remplaçants · 60e Julián Montoya 16 · 64e Felipe Arregui 17 · 66e Enrique Pieretto 18 · 45e Guido Petti Pagadizábal 19 · 66e Javier Ortega Desio 20 · 60e Tomás Cubelli 21 · 45e Santiago González Iglesias 22 · 40e Lucas González Amorosino 23 · Entraîneur · Daniel Hourcade |  | Titulaires · 15 Johan Goosen · 14 Ruan Combrinck 32e · 13 Lionel Mapoe · 12 Damian de Allende · 11 Bryan Habana 44e · 10 Elton Jantjies 45e · 9 Faf de Klerk 73e · 8 Warren Whiteley · 7 Oupa Mohojé · 6 Francois Louw 54e · 5 Lood de Jager 45e · 4 Eben Etzebeth · 3 Vincent Koch 45e · 2 Adriaan Strauss (cap.) · 1 Tendai Mtawarira 45e · Remplaçants · 16 Bongi Mbonambi · 17 Steven Kitshoff 45e · 18 Lourens Adriaanse 45e · 19 Pieter-Steph du Toit 45e 67e · 20 Jaco Kriel 54e · 21 Rudy Paige 73e · 22 Morné Steyn 45e · 23 Jesse Kriel 32e · Entraîneur · Allister Coetzee |

## 4ejournée
| 17 septembre 2016 | Nouvelle-Zélande | 41 - 13 (15 - 10) | Afrique du Sud | Rugby League Park, Christchurch Arbitre : Angus Gardner |
| 17 septembre 2016 | Essai(s) : 6 Israel Dagg (21e), Julian Savea (27e), Ben Smith (48e), Ardie Savea (55e), Sam Whitelock (64e), TJ Perenara (70e) Transformation(s) : 4 Beauden Barrett (28e, 49e, 57e, 71e) Pénalité(s) : 1 Beauden Barrett (8e) |                   | Essai(s) : 1 Bryan Habana (18e) Transformation(s) : 1 Elton Jantjies (19e) Pénalité(s) : 2 Elton Jantjies (36e, 52e) | Rugby League Park, Christchurch Arbitre : Angus Gardner |
| 17 septembre 2016 | |                   | | Rugby League Park, Christchurch Arbitre : Angus Gardner |

| Titulaires · 48e Ben Smith 15 · 21e 67e Israel Dagg 14 · Malakai Fekitoa 13 · 65e Ryan Crotty 12 · 27e Julian Savea 11 · Beauden Barrett 10 · 63e Aaron Smith 9 · (cap.) Kieran Read 8 · 55e 59e Ardie Savea 7 · 52e Jerome Kaino 6 · 64e Sam Whitelock 5 · Brodie Retallick 4 · 53e Owen Franks 3 · 65e Dane Coles 2 · 45e Joe Moody 1 · Remplaçants · 65e Codie Taylor 16 · 45e Wyatt Crockett 17 · 53e Charlie Faumuina 18 · 59e Luke Romano 19 · 52e Matt Todd 20 · 63e 70e TJ Perenara 21 · 67e Lima Sopoaga 22 · 65e Anton Lienert-Brown 23 · Entraîneur · Steve Hansen |  | Titulaires · 15 Johan Goosen 50e · 14 Bryan Habana 18e · 13 Jesse Kriel · 12 Juan de Jongh · 11 Francois Hougaard · 10 Elton Jantjies 59e · 9 Faf de Klerk · 8 Warren Whiteley · 7 Oupa Mohojé 50e · 6 Francois Louw 59e · 5 Pieter-Steph du Toit 62e · 4 Eben Etzebeth · 3 Vincent Koch 71e · 2 Adriaan Strauss (cap.) 43e · 1 Tendai Mtawarira 59e · Remplaçants · 16 Malcolm Marx 43e · 17 Steven Kitshoff 59e · 18 Lourens Adriaanse 71e · 19 Franco Mostert 62e · 20 Willem Alberts 50e · 21 Jaco Kriel 59e · 22 Morné Steyn 59e · 23 Damian de Allende 50e · Entraîneur · Allister Coetzee |

| 17 septembre 2016 | Australie | 36 - 20 (21 - 13) | Argentine | nib Stadium, Perth Arbitre : Wayne Barnes |
| 17 septembre 2016 | Essai(s) : 5 Samu Kerevi (1re), Dane Haylett-Petty (7e), Will Genia (11e, 51e), Michael Hooper (63e) Transformation(s) : 4 Bernard Foley (2e, 8e, 12e, 64e) Pénalité(s) : 1 Reece Hodge (74e) Carton(s) jaune(s) : 2 Quade Cooper (67e), Scott Sio (32e) |                   | Essai(s) : 2 Santiago Cordero (43e), Facundo Isa (71e) Transformation(s) : 2 Nicolás Sánchez (43e, 71e) Pénalité(s) : 2 Nicolás Sánchez (22e, 33e) | nib Stadium, Perth Arbitre : Wayne Barnes |
| 17 septembre 2016 | |                   | | nib Stadium, Perth Arbitre : Wayne Barnes |

| Titulaires · Israel Folau 15 · 7e Dane Haylett-Petty 14 · 1e 73e Samu Kerevi 13 · Bernard Foley 12 · Reece Hodge 11 · 67e à 77e Quade Cooper 10 · 11e 51e 67e Will Genia 9 · 35e David Pocock 8 · 63e Michael Hooper 7 · 67e Dean Mumm 6 · 60e Adam Coleman 5 · Rob Simmons 4 · 60e Sekope Kepu 3 · 48e (cap.) Stephen Moore 2 · 32e à 42e 60e Scott Sio 1 · Remplaçants · 48e Tatafu Polota-Nau 16 · 35e 44e 60e James Slipper 17 · 60e Tom Robertson 18 · 60e Rory Arnold 19 · 67e Lopeti Timani 20 · 44e Sean McMahon 21 · 67e Nick Phipps 22 · 73e Tevita Kuridrani 23 · Entraîneur · Michael Cheika |  | Titulaires · 15 Joaquín Tuculet · 14 Santiago Cordero 43e · 13 Matías Moroni · 12 Santiago González Iglesias 31e 36e · 11 Lucas González Amorosino 61e · 10 Nicolás Sánchez 67e 71e · 9 Tomás Cubelli 61e · 8 Facundo Isa 71e · 7 Juan Manuel Leguizamón 44e · 6 Pablo Matera 65e · 5 Matías Alemanno · 4 Javier Ortega Desio · 3 Ramiro Herrera 65e · 2 Agustín Creevy (cap.) 46e · 1 Nahuel Tetaz Chaparro 61e · Remplaçants · 16 Julián Montoya 46e · 17 Lucas Noguera Paz 61e · 18 Enrique Pieretto 65e · 19 Marcos Kremer 65e · 20 Leonardo Senatore 44e · 21 Martín Landajo 61e · 22 Gabriel Ascárate 31e 36e 67e 71e · 23 Matías Orlando 61e · Entraîneur · Daniel Hourcade |

## Statistiques

### Meilleurs marqueurs
| Rang | Joueur          | Équipe           | Essais |
| ---- | --------------- | ---------------- | ------ |
| 1    | Israel Dagg     | Nouvelle-Zélande | 5      |
| -    | Ben Smith       | Nouvelle-Zélande | 5      |
| 3    | Beauden Barrett | Nouvelle-Zélande | 4      |
| -    | Ryan Crotty     | Nouvelle-Zélande | 4      |
| -    | TJ Perenara     | Nouvelle-Zélande | 4      |
| -    | Julian Savea    | Nouvelle-Zélande | 4      |

### Meilleurs réalisateurs
| Rang | Joueur          | Équipe           | Points | Essais | Transf. | Pén. | Drops |
| ---- | --------------- | ---------------- | ------ | ------ | ------- | ---- | ----- |
| 1    | Beauden Barrett | Nouvelle-Zélande | 81     | 4      | 23      | 5    | 0     |
| 2    | Bernard Foley   | Australie        | 53     | 1      | 9       | 10   | 0     |
| -    | Nicolás Sánchez | Argentine        | 53     | 0      | 7       | 13   | 0     |